# Bryum papuanum
Bryum papuanum är en bladmossart som beskrevs av Hugh Neville Dixon 1922. Bryum papuanum ingår i släktet bryummossor, och familjen Bryaceae. Inga underarter finns listade i Catalogue of Life.